# アトレティコ・ペトロレオス・デ・ルアンダ
アトレティコ・ペトロレオス・デ・ルアンダ（Atlético Petróleos de Luanda）、通称ペトロ・アトレティコ・ルアンダ（Petro Atlético de Luanda）あるいは単にペトロ・アトレティコ（Petro Atlético）またはペトロ・デ・ルアンダ（Petro de Luanda）は、アンゴラ・ルアンダにホームを置くサッカークラブである。1980年に創設された。クラブは1982年にアンゴラリーグに優勝して初めてのタイトルを獲得した。
アンゴラ代表にとって初出場となった2006年FIFAワールドカップの代表チームには、ペトロ・アトレティコから4人の選手が名を連ねた（レボ・レボ、ラマ、ゼ・カランガ、デルガド）。
クラブはまたバスケットボールチームも有している。2008年北京オリンピックのバスケットボールアンゴラ代表には同チームから多くの選手が参加した。

## タイトル
- アンゴラリーグ: 19

1982, 1984, 1986, 1987, 1988, 1989, 1990, 1993, 1994, 1995, 1997, 2000, 2001, 2008, 2009, 2022, 2023, 2024, 2025
- アンゴラ・カップ: 15

1987, 1992, 1993, 1994, 1997, 1998, 2000, 2002, 2012, 2013, 2017, 2021, 2022, 2023, 2024
- アンゴラ・スーパーカップ: 5

1988, 1993, 1994, 2002, 2013

## CAF大会における成績
- CAFチャンピオンズリーグ: 6回出場

| 1998 – 2回戦 2001 – 準決勝 | 2002 – 1回戦 2004 – 3回戦 | 2007 – 1回戦 2009 – 1回戦 |

- アフリカ・チャンピオンズカップ: 9回出場

| 1983: 2回戦 1985: 1回戦 1987: 1回戦 | 1988: 2回戦 1989: 1回戦 1990: 1回戦 | 1991: 2回戦 1994: 1回戦 1995: 1回戦 |

- CAFコンフェデレーションズカップ: 4回出場

2004 – グループステージ
2006 – グループステージ
2008 – 2回戦
2010 - 2ndラウンド・オブ・16
- CAFカップ: 1回出場

1997 – 準優勝
- CAFカップウィナーズカップ: 4回出場

1992 – 1回戦
1993 – 2回戦
1999 – 1回戦
2003 – 1回戦

## スタジアム
クラブのホームマッチはエスタジオ・オンジ・デ・ノヴェンブロ (Estádio 11 de Novembro) で行う。最大収容人数は5万人。